# Werner E. G. Müller
Werner Ernst Georg Müller (* 19. August 1942 in Sprendlingen) ist ein deutscher Biochemiker, der als Professor an der Universität Mainz lehrt.
2007 erhielt Müller den Paul-J.-Scheuer-Preis. Für seine Mitwirkung an der Entwicklung der ersten Medikamente gegen die Creutzfeldt-Jakob-Krankheit und die HIV-Enzephalopathie erhielt er 2014 das Bundesverdienstkreuz 1. Klasse.
Werner E. G. Müller forscht über molekulare Prozesse der Biomineralisation, ausgehend von Kieselschwämmen. Ziel der Forschung ist die Herstellung von Materialien für medizinische Anwendungen. 2020 forschte er über Möglichkeiten, eine Ansteckung mit dem Coronavirus SARS-CoV-2 zu verhindern.

## Werke
- Biosilica in evolution, morphogenesis, and nanobiotechnology: case study Lake Baikal (2009)
- Molecular biomineralization: aquatic organisms forming extraordinary materials (2011)
- Biomedical Inorganic Polymers: Bioactivity and Applications of Natural and Synthetic Polymeric Inorganic Molecules (2013)